# 北海道道775号上武佐計根別停車場線
北海道道775号上武佐計根別停車場線（ほっかいどうどう775ごう かみむさけねべつていしゃじょうせん）は、北海道標津郡中標津町内を結ぶ一般道道である。

## 概要

### 路線データ
- 起点：北海道標津郡中標津町武佐（北海道道774号川北中標津線交点）
- 終点：北海道標津郡中標津町計根別南1条（旧JR北海道 標津線 計根別駅跡）
- 総距離：25.7 km

## 歴史
- 1972年（昭和47年）3月31日 - 路線認定[1]。

## 路線状況

### 重複区間
中標津町
- 武佐 - 開陽（北海道道975号開陽川北線）
- 計根別本通東8丁目 - 計根別本通東3丁目（北海道道13号中標津標茶線）
- 計根別本通東3丁目 - 計根別南1条（北海道道505号養老牛計根別停車場線）

## 地理

### 通過する自治体
- 根室振興局
  - 標津郡中標津町

### 主な接続道路
中標津町
- 北海道道774号川北中標津線 - 武佐（起点）
- 北海道道975号開陽川北線 - 武佐、開陽（重複）
- 北海道道150号摩周湖中標津線 - 開陽
- 北海道道833号俣落西五条線 - 俣落
- 北海道道13号中標津標茶線 - 計根別本通東8丁目、計根別本通東3丁目（重複）
- 北海道道311号中西別計根別線 - 計根別本通東8丁目
- 北海道道505号養老牛計根別停車場線 - 計根別本通東3丁目（重複）